# 타워 브리지

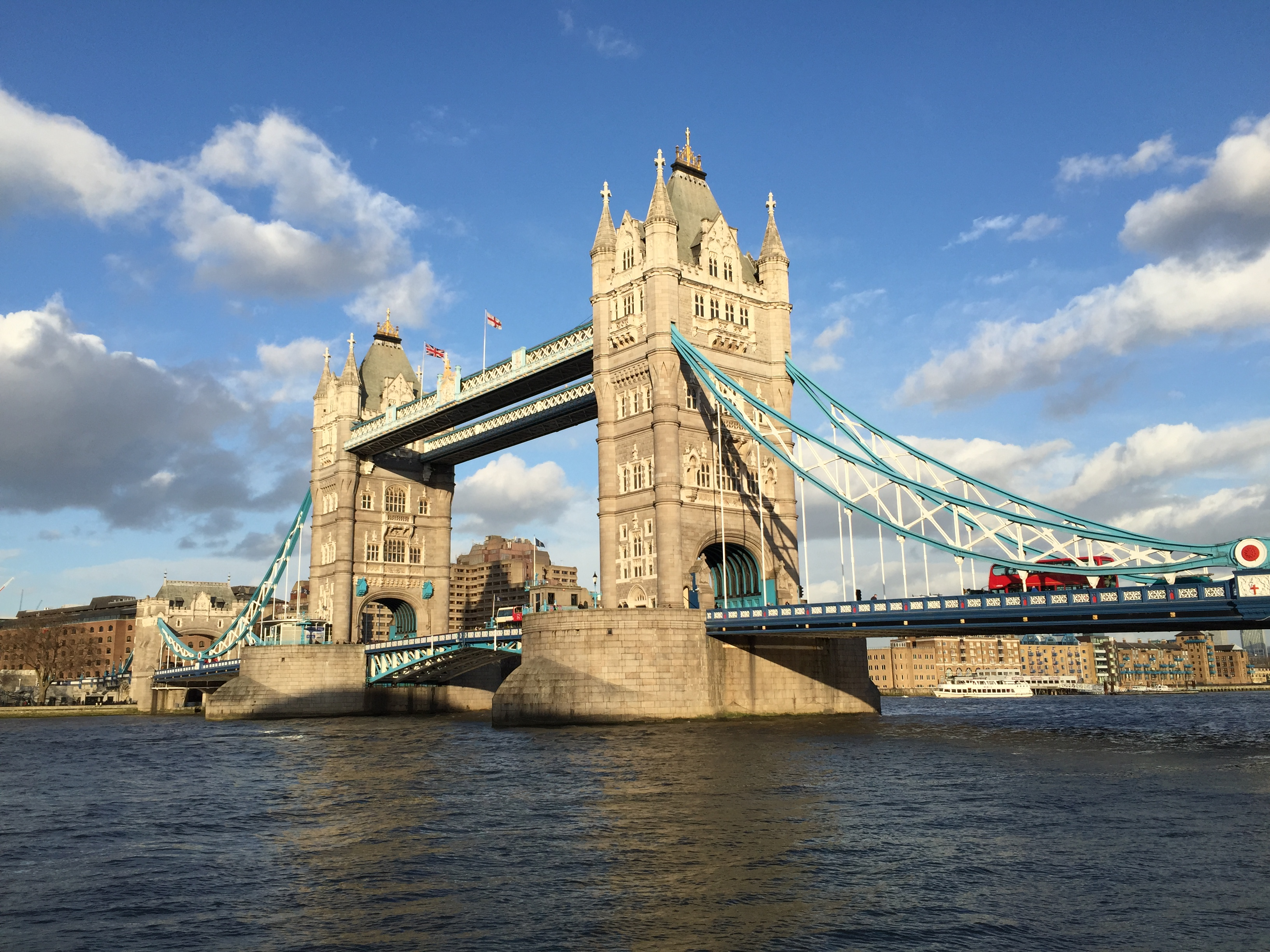
타워 브리지

타워 브리지(Tower Bridge)는 영국 런던에 위치한 1등급 등록문화재로, 복합적인 구조의 다리이다. 이 다리는 도개교, 현수교, 1960년까지는 캔틸레버교의 특성을 모두 갖추고 있었다. 1886년부터 1894년 사이에 건설되었으며, 호레이스 존스가 설계하고 존 울프 배리가 헨리 마크 브루넬의 도움을 받아 공학적 설계를 담당했다. 다리는 런던탑 근처에서 템스강을 가로지르며, 1282년에 설립된 자선 단체인 시티 브리지 재단이 소유하고 관리하는 런던의 다섯 개 다리 중 하나이다.
타워 브리지는 런던 브리지 동쪽에 거주하는 런던 인구의 39%를 연결하기 위해 건설되었다. 이는 "한쪽의 맨체스터와 다른 쪽의 리버풀"의 인구와 맞먹는 규모였다. 동시에 런던탑과 런던교 사이의 풀오브런던으로 선박이 접근할 수 있도록 설계되었다.
1894년 6월 30일 웨일스 왕자 에드워드와 웨일스 공주 알렉산드라에 의해 개통되었다.
다리의 전체 길이는 교대를 포함하여 940피트(290m)이다. 213피트(65m) 높이의 두 교탑이 상부에서 두 개의 수평 보도로 연결되어 있으며, 중앙에는 선박 통과를 위해 열 수 있는 한 쌍의 도개교가 있다. 원래는 수압으로 작동했으나, 1972년에 전기-유압 시스템으로 전환되었다. 이 다리는 런던 내부 순환도로의 일부이며 런던 혼잡통행료 구역의 경계이기도 하다. 현재도 중요한 교통로로, 매일 40,000회의 통행이 이루어지고 있다. 다리 상판은 차량과 보행자 모두가 자유롭게 이용할 수 있으며, 다리의 쌍둥이 탑, 상부 보도, 빅토리아 시대의 기관실은 타워 브리지 전시관의 일부를 이루고 있다.
타워 브리지는 런던의 상징적인 랜드마크가 되었다. 때때로 약 0.5마일(800m) 상류에 위치한 런던교와 혼동되어, 한 미국인이 잘못된 다리를 구매했다는 지속적인 도시전설의 배경이 되기도 했다.

## 개요
템스 강 상류에 세워진 타워 브리지는 국회의사당의 빅 벤과 함께 런던의 랜드마크로 꼽히는 건축물이다. 영국의 호황기였던 1894년에 총 길이 260m로 완성되었고, 설계자는 호레이스 존스다. 양 옆으로 솟은 거대한 탑이 있는 우아한 도개교(跳開橋)이며, 도개교를 매단 두 개의 탑은 높이 50m의 철골 탑이다. 엔진이 아닌 전기 모터를 사용하지만 다리를 들어 올리는 유압의 원리는 당시와 동일하다고 한다. 탑 안에는 도개교의 원리를 알 수 있는 타워 브리지 전시관(Tower Bridge Exhibition)이 있으며 탑이 건설되었던 당시의 증기 엔진을 전시하고 있다.
엘리베이터를 이용해 탑 위로 올라가면 유리 통로로 된, 2개의 탑을 연결하는 인도교가 나오는데 브리지 아래의 템스 강은 물론 멀리 런던의 경치를 바라보기에 더할 나위없는 최고의 전망대다. 템스 강을 가로지르는 다리 중 가장 야경이 아름답다는 평을 듣는 만큼 밤 하늘을 배경으로 조명을 받아 하얗게 빛나는 타워 브리지는 빼놓을 수 없는 런던의 명물로 손꼽힌다.

## 사진
타워 브리지의 중앙 다리가 열리는 장면

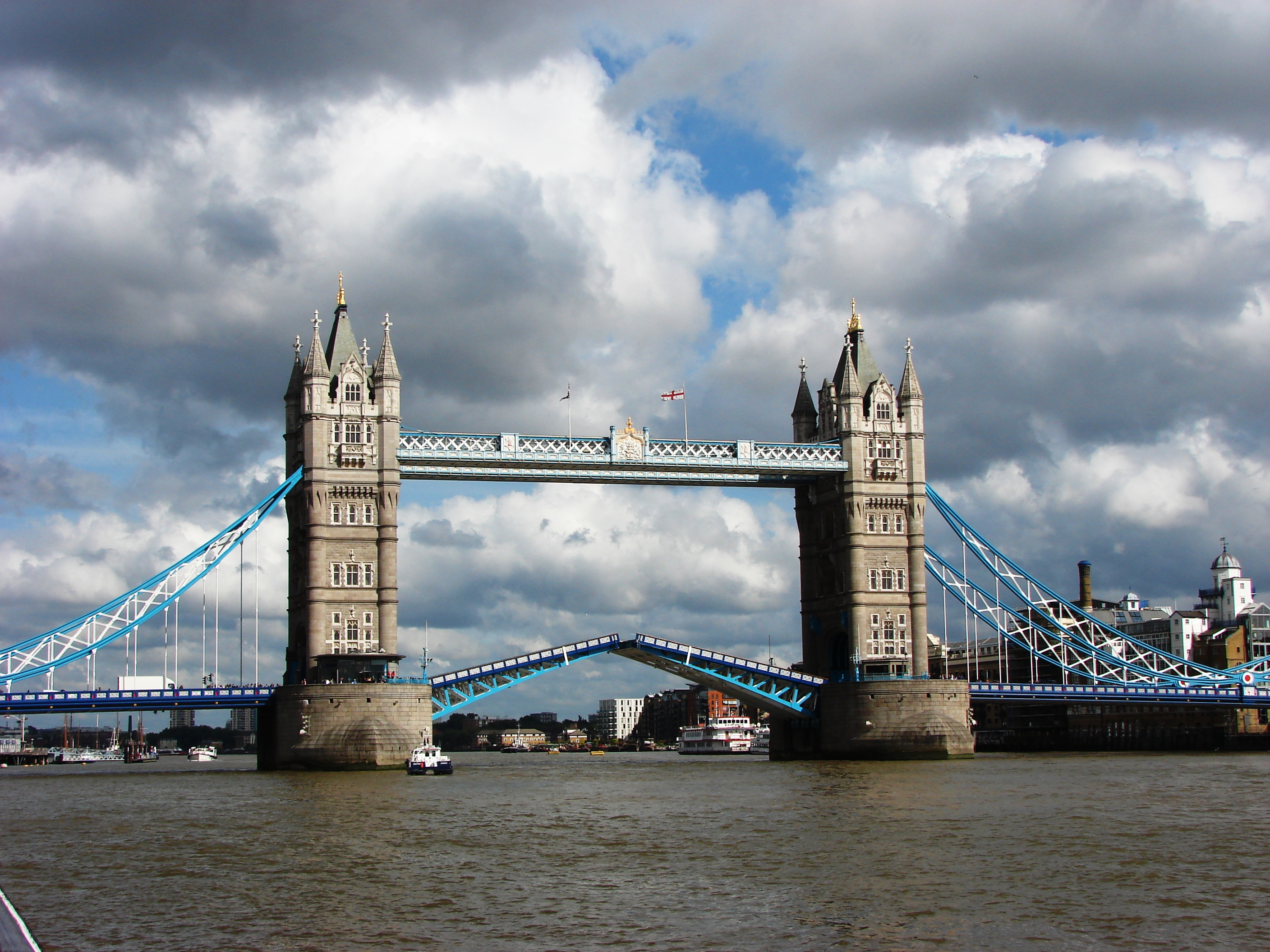
1번째 과정
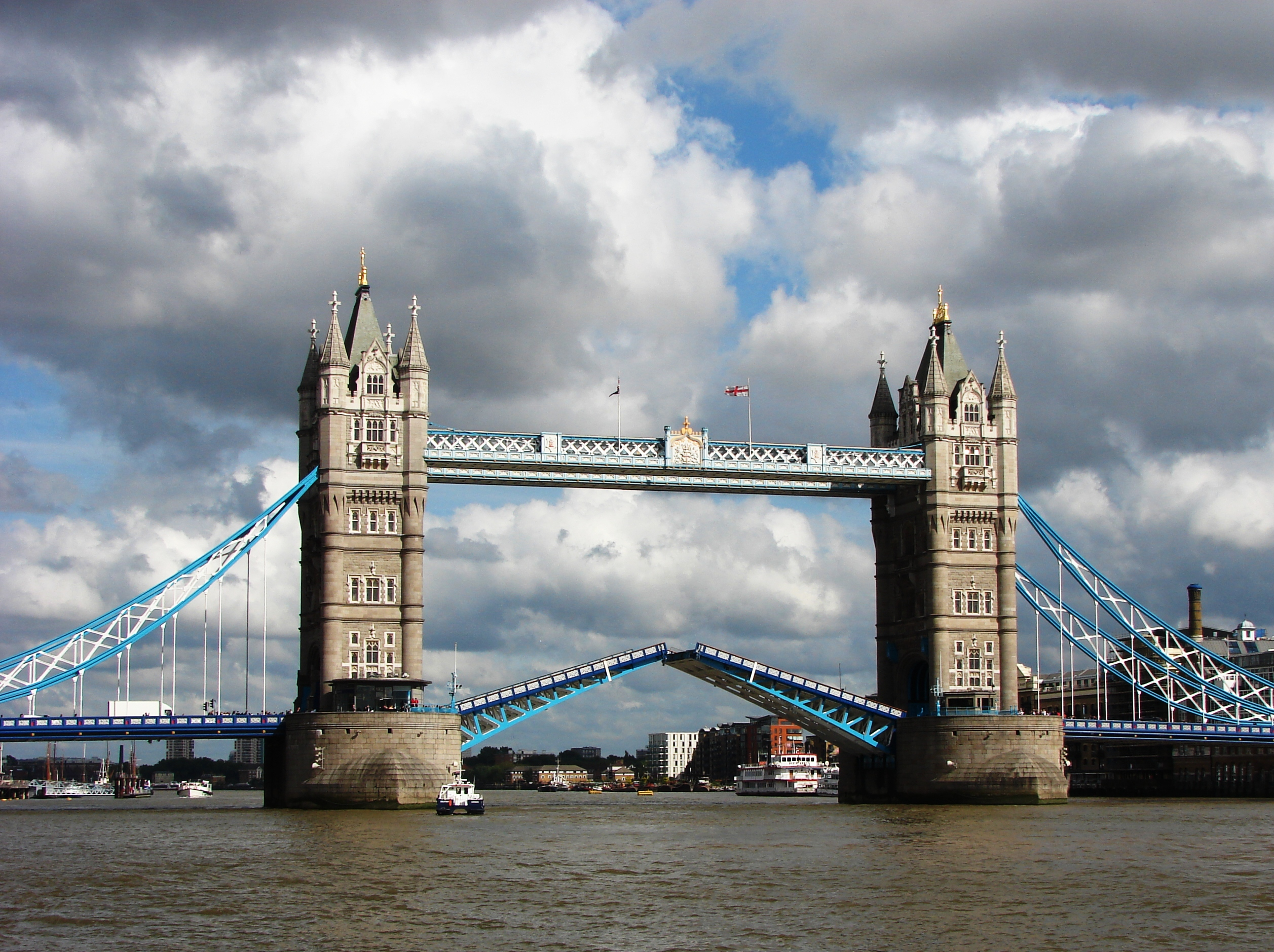
2번째 과정
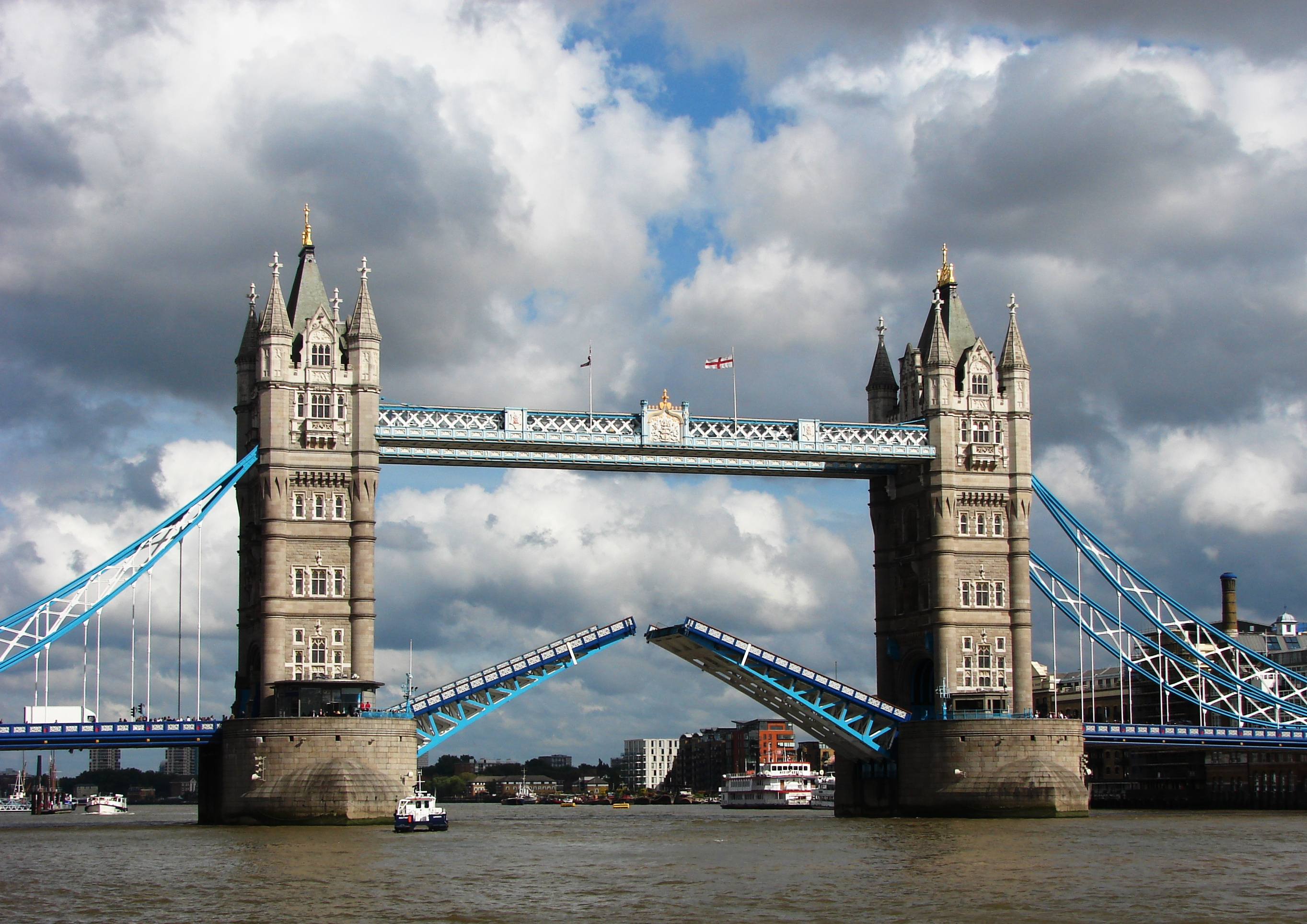
3번째 과정
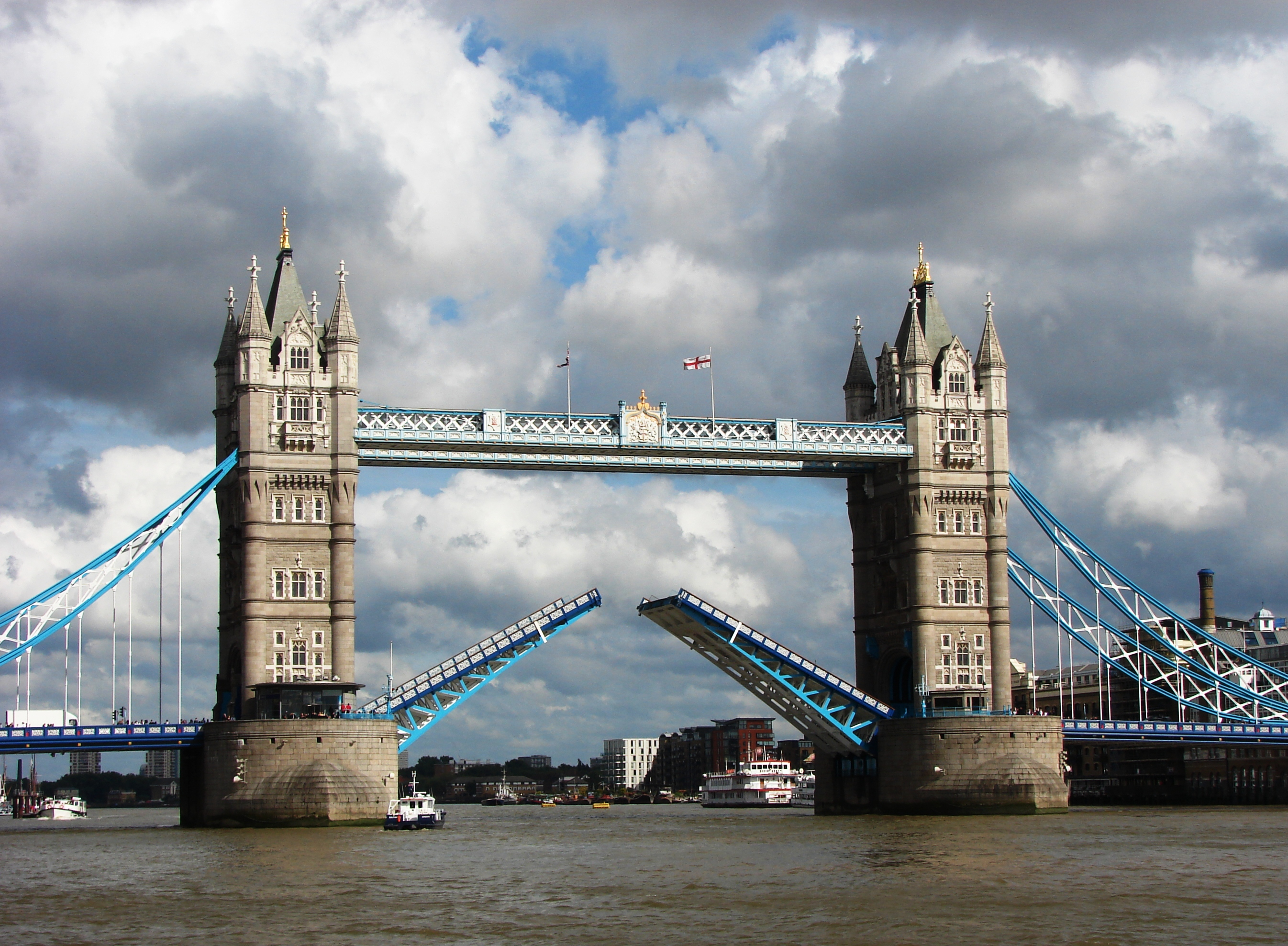
4번째 과정
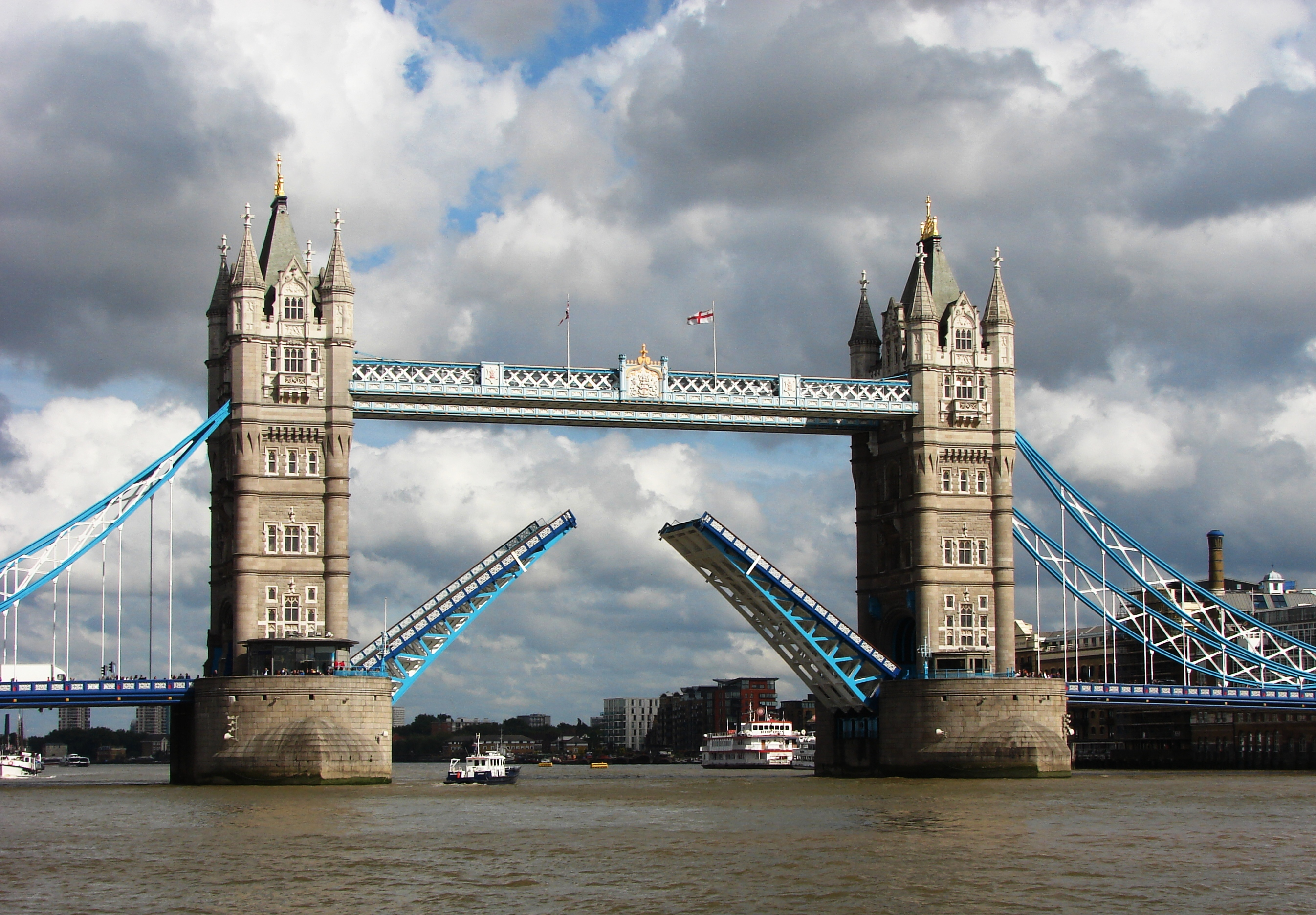
5번째 과정
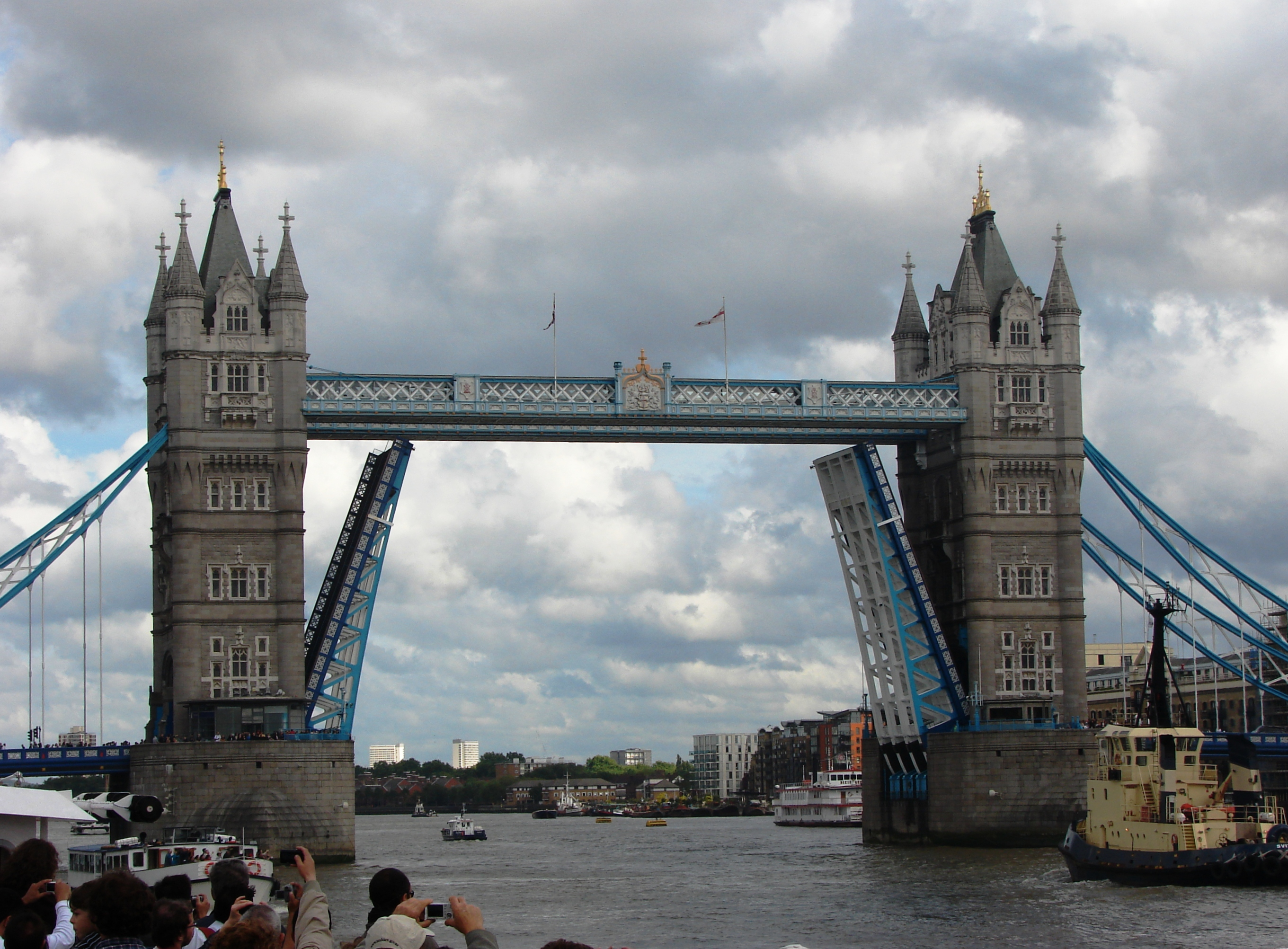
완전히 열린 모습
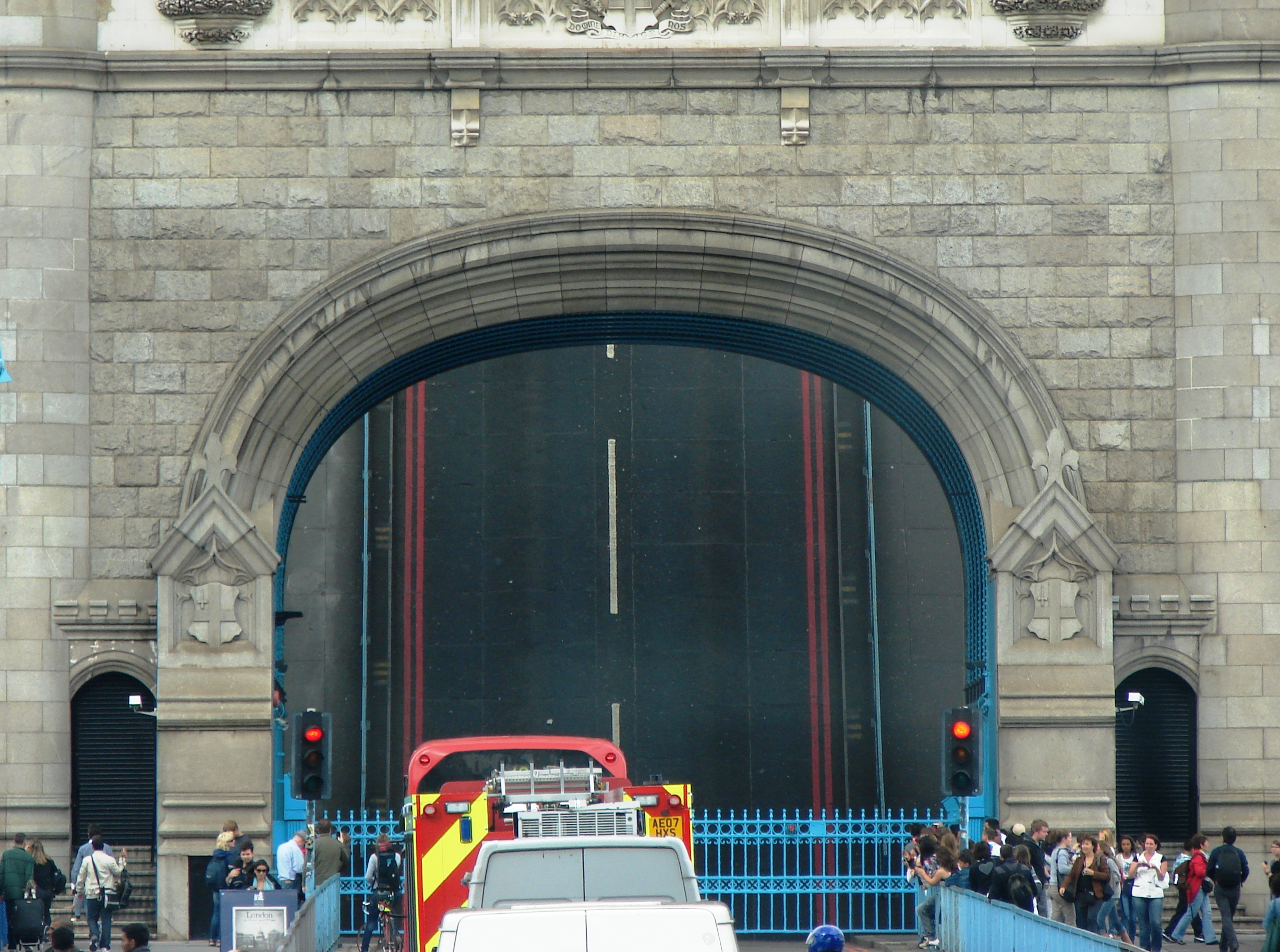
완전히 열려 차량이 통제되는 모습

## 같이 보기
- 가동교
- 런던교
- 런던탑